# 株丹達也
株丹 達也（かぶたん たつや）は、日本の自治・総務官僚。元駐ペルー大使。

## 来歴
兵庫県出身。灘高等学校、東京大学法学部を卒業し、1978年 自治省へ入省。2001年4月1日、総務省自治税務局市町村税課長。同年9月1日、総務省自治税務局固定資産税課長。2003年1月17日、総務省自治税務局都道府県税課長。2005年1月11日、総務省自治税務局企画課長。2008年8月1日、消防庁次長。2011年7月15日、自治大学校長。2012年9月11日、総務省自治税務局長。2014年ペルー共和国日本大使。2018年全国都道府県議会議長会事務総長。